# PPP6C
PPP6C (англ. Protein phosphatase 6 catalytic subunit) – білок, який кодується однойменним геном, розташованим у людей на короткому плечі 9-ї хромосоми. Довжина поліпептидного ланцюга білка становить 305 амінокислот, а молекулярна маса — 35 144.
| 10         |  | 20         |  | 30         |  | 40         |  | 50         |
| ---------- |  | ---------- |  | ---------- |  | ---------- |  | ---------- |
| MAPLDLDKYV |  | EIARLCKYLP |  | ENDLKRLCDY |  | VCDLLLEESN |  | VQPVSTPVTV |
| CGDIHGQFYD |  | LCELFRTGGQ |  | VPDTNYIFMG |  | DFVDRGYYSL |  | ETFTYLLALK |
| AKWPDRITLL |  | RGNHESRQIT |  | QVYGFYDECQ |  | TKYGNANAWR |  | YCTKVFDMLT |
| VAALIDEQIL |  | CVHGGLSPDI |  | KTLDQIRTIE |  | RNQEIPHKGA |  | FCDLVWSDPE |
| DVDTWAISPR |  | GAGWLFGAKV |  | TNEFVHINNL |  | KLICRAHQLV |  | HEGYKFMFDE |
| KLVTVWSAPN |  | YCYRCGNIAS |  | IMVFKDVNTR |  | EPKLFRAVPD |  | SERVIPPRTT |
| TPYFL      |  |            |  |            |  |            |  |            |

A: Аланін

C: Цистеїн

D: Аспарагінова кислота

E: Глутамінова кислота

F: Фенілаланін

G: Гліцин

H: Гістидин

I: Ізолейцин

K: Лізин

L: Лейцин

M: Метіонін

N: Аспарагін

P: Пролін

Q: Глутамін

R: Аргінін

S: Серин

T: Треонін

V: Валін

W: Триптофан

Кодований геном білок за функціями належить до гідролаз, протеїн-фосфатаз. 
Задіяний у таких біологічних процесах, як клітинний цикл, ацетилювання, альтернативний сплайсинг. 
Білок має сайт для зв'язування з іонами металів, іоном марганцю. 
Локалізований у цитоплазмі.